# 상하이 콩코디아 국제학교
상하이 콩고디아 국제학교(Concordia International School Shanghai, CISS, 上海协和国际外籍人员子女学校)는 중국 상하이시 푸둥 신구 진차오(金桥)에 위치해 있는 국제학교로 1998년 개교하였으며, 미국 루터교 교단의 기독교 교육에 뿌리를 두고 있다.

## 개요
콩고디아 국제학교는 미국 학기 제도를 따르는 3살 유년기부터 고등부까지 모든 학년을 갗추고 있는 국제학교이며, 종교적인 커뮤니티 안에서 모든 학생들의 완벽함을 추구하자를 목표로 삼고 있다. 1998년 개교당시 22명의 학생으로 시작해서 2002년 첫 졸업생들을 배출했다. 자매 학교인 홍콩 최고 명문 홍콩국제학교에서 십 여 년동안 교장으로 재임했던 리트만 박사가 학교의 창립과정에 참여하고, 2002년에서 2006년까지 상하이 콩코디아 국제학교의 교장을 맡으며 홍콩국제학교의 기존 교육 시스템을 이 학교에 고스란히 도입하며 체계적인 시스템으로 널리 알려져 있다. 전 세계 29개국에서 온 1200여명의 학생들로 구성되어 있다.

## 입학시험
콩고디아 국제학교는 ELL(English Language Learner : 영어가 모국어가 아닌 학생들을 위한 추가 영어 학습 프로그램)을 제공하지만, 어느정도의 영어 실력을 갖추어야지만 입학이 가능하다. 입학 시험은 공인시험으로 약 1시간 반에서 두시간에 걸쳐서 본다. 고학년의 경우 SSAT, P-SAT, ACT, SAT등의 공인시험 성적으로 입학 시험이 대체 될수 있다.

## 특이사항
콩고디아에는 상담 전문 교사가 있다. 학생들은 고민이 있으면 언제든지 상담교사를 찾아가 함께 고민을 나눌 수 있다. 또한 1년에 6번 전교 학생들이 한데 모여 회의를 실시하는 것도 특별한 문화이다. 또, 이 학교는 상해 국제학교 중 최초로 교육과정에 학생 개인 노트북 제도를 도입한 학교이다. 2010년을 시초로 콩코디아는 중고등부 학생들은 의무적으로 학교를 통해 애플 사의 맥북 노트북을 사거나 개인 노트북을 지참해 학교수업에 참여한다.

## 학비
Preshool 195,000
Kindergarten- g4 260,000
Grade5~8 265,000
Grade9~12 270,000